# や座アルファ星
や座α星（英語: Alpha Sagiitae、α Sge）は、や座にある4等星の恒星である。

## 概要
や座α星は太陽系から約380光年の位置にある黄色輝巨星で、α星ながら、や座の中では4番目に明るく見える星である。その光度と表面温度から、既にケフェイド型変光星となる段階にあるはずだが、未だそうなっておらず、その原因については分かっていない。

## 名称
固有名のシャム (Sham) はアラビア語で「矢」を意味する سهم (sahm, サフム) に由来しており、元々はこの星座全体を指す言葉であった。2016年9月12日、国際天文学連合の恒星の命名に関するワーキンググループ (Working Group on Star Names, WGSN) は、や座α星の固有名として Sham を正式に承認した。